# Lasioglossum gorgasi
Lasioglossum gorgasi är en biart som först beskrevs av Cockerell 1928.  Lasioglossum gorgasi ingår i släktet smalbin, och familjen vägbin. Inga underarter finns listade i Catalogue of Life.